# Фокина, Валентина Константиновна
Валентина Константиновна Фокина (в девичестве — Щелокова; 24 марта 1920, Яхрома, Московская губерния — 28 июня 1977) — советская легкоатлетка. Заслуженный мастер спорта СССР (1948).

## Биография
Родилась 24 марта 1920 года в городе Яхрома Московской губернии.
В 1936 году она стала победительницей цеховых соревнований, а затем и фабричной спартакиады. Позже, выступая за сборную Яхромы, одержала победу на первенстве Московской области по лёгкой атлетике. В 1938 году выиграла первенство РСФСР в беге на 80 метров с барьерами.
В дальнейшем представляла спортивное общество «Торпедо» (Горький).
Фокина является девятикратной чемпионкой СССР: она побеждала в беге на 80 метров с барьерами и в эстафете 4×100 метров в 1938, 1939, а также с 1943 по 1948 годы. Кроме того, в 1939 году стала чемпионкой СССР в беге на 400 метров.
Также она неоднократно становилась серебряным призёром чемпионатов страны: в 1938 году в беге на 400 метров, в 1944 и 1946 годах в прыжках в высоту, и в 1948 году в беге на 100 метров. В 1947 году заняла третье место на чемпионате СССР в беге на 100 метров.
Выступала за сборную СССР. В 1946 году на чемпионате Европы по лёгкой атлетике в Осло завоевала две бронзовые медали — в беге на 80 метров с барьерами и в эстафете 4×100 метров.
Также Валентине Фокиной принадлежал рекорд СССР — 11,5 секунды — в беге на 80 метров с барьерами, показанный в Харькове в 1947 году.
Скончалась 28 июня 1977 года. Похоронена на Бугровском кладбище в Нижнем Новгороде.